# Edward Russell (Politiker)
Edward Russell (* 31. August 1782 in Portland, Maine; † 29. November 1835 in North Yarmouth, Maine) war ein US-amerikanischer Bankmanager und Politiker, der von 1829 bis 1830 Secretary of State von Maine war.

## Leben
Edward Russell war Sohn von Dr. Edward Russell und Hanne Clark Russell. Er war Friedensrichter und repräsentierte ab 1815 mehrere Jahre im General Court die town North Yarmouth. Seit April 1815 war er Overseer des Bowdoin College. Er war Brigadegeneral der Miliz und Direktor der U.S. Branch Bank.
Von 1829 bis 1830 war er Secretary of State of Maine. Für einige Jahre war er corresponding Secretary der Historical Society nach deren Gründung.
1812 heiratete er Lucy Stevens (1787–1870). Das Paar hatte drei Kinder.
Edward Russell starb am 29. November 1835 in North Yarmouth. Es ist nicht bekannt, wo sich sein Grab befindet.